# Tour d'Espagne 2008
Le Tour d'Espagne 2008 est la 63e édition du Tour d'Espagne, qui s'est élancée de Grenade, en Andalousie, le 30 août 2008 pour se terminer trois semaines plus tard à Madrid. Le parcours de 3 173 kilomètres comptait 21 étapes, dont trois contre-la-montre. L'Espagnol Alberto Contador a remporté l'épreuve, ajoutant un troisième grand tour à son palmarès. Le Belge Greg Van Avermaet s'est imposé au classement par points et le Français David Moncoutié au classement de la montagne.

## Équipes invitées et principaux coureurs
Seules 16 des 18 équipes ProTour sont présentes sur ce Tour d'Espagne. L'équipe Team Columbia a retiré sa candidature dès le mois d'avril, préférant se concentrer sur le Tour de Grande-Bretagne, le Tour d'Irlande et le Tour du Missouri en raison de ses intérêts commerciaux. L'équipe Scott-American Beef (ex-Saunier Duval-Scott) a été exclue par les organisateurs en raison du contrôle antidopage positif à l'EPO dont a fait l'objet son leader italien Riccardo Riccò durant le Tour de France.
Trois équipes continentales professionnelles ont été conviées : Andalucia-Cajasur, Xacobeo Galicia et Tinkoff Credit Systems. Les deux premières étaient déjà présentes lors de l'édition précédente. Pour Tinkoff, il s'agit de la première Vuelta, après deux participations consécutives au Tour d'Italie.
L'organisation n'a pas profité de l'absence de Scott-American Beef et Team Columbia pour inviter une ou plusieurs équipes supplémentaires. Cette Vuelta 2008 met ainsi aux prises 19 équipes pour 171 coureurs, contre 21 équipes pour 189 en 2007.
| ProTeams (16)- AG2R-La Mondiale - Astana - Bouygues Telecom - Caisse d'Épargne - Cofidis-Le Crédit par Téléphone - Crédit agricole - Euskaltel-Euskadi - La Française des jeux - Gerolsteiner - Lampre - Liquigas - Quick Step - Rabobank - Silence-Lotto - Team Milram - CSC Saxo Bank Équipes continentales professionnelles (3)- Andalucía-Cajasur - Xacobeo-Galicia - Tinkoff Credit Systems |
| |

Des trois coureurs montés sur le podium de l'édition 2007, seul Carlos Sastre est présent cette année. Le vainqueur sortant Denis Menchov a annoncé dès le mois de février son intention de participer au Tour d'Italie et au Tour de France et de ne pas défendre son titre. Samuel Sánchez, troisième en 2007 et récent champion olympique, n'est pas non plus au départ.
Étant lauréat du Tour 2008, Sastre apparaît comme l'un des principaux favoris, tout comme Alberto Contador, vainqueur du Giro 2008 et qui tente de remporter son troisième grand tour. Il a à ses côtés dans l'équipe Astana deux coureurs ayant connu le podium du Tour de France, Levi Leipheimer et Andreas Klöden.
Alejandro Valverde et Joaquim Rodríguez de Caisse d'Épargne, Damiano Cunego, Ezequiel Mosquera, cinquième de l'édition précédente, Yaroslav Popovych, leader de l'équipe Silence-Lotto en l'absence de Cadel Evans, et Igor Antón, Mikel Astarloza, tous deux chez Euskaltel-Euskadi figurent parmi les coureurs pouvant jouer le classement général. Le jeune espoir Robert Gesink (22 ans) dispute son premier grand tour.
Plusieurs sprinteurs sont présents au départ : Daniele Bennati, vainqueur du classement par points en 2007, Óscar Freire, Tom Boonen, Danilo Napolitano, Koldo Fernández, Greg Van Avermaet, et Erik Zabel.
Les spécialistes des classiques Paolo Bettini, et les deux Gerolsteiner, Davide Rebellin et Stefan Schumacher participent également à cette Vuelta.

## Déroulement de la course
La première semaine de course voit six coureurs différents occuper la première place du classement général. L'Italien Filippo Pozzato est le premier porteur du maillot or, grâce à la victoire de sa formation Liquigas dans le contre-la-montre par équipes de Grenade. Alejandro Valverde, victorieux le lendemain, lui succède pour une journée. Les deux étapes suivantes voient les succès des sprinters Tom Boonen et Daniele Bennati, celui-ci prenant la tête de la course. Le premier contre-la-montre individuel de cette Vuelta est remporté par l'Américain Levi Leipheimer (Astana), qui devient à son tour leader. Parmi les coureurs jouant le classement général, Alberto Contador et Alejandro Valverde sont à moins d'une minute tandis que Robert Gesink, Igor Antón et Yaroslav Popovych perdent plus de deux minutes. Le Français Sylvain Chavanel (Cofidis), deuxième de l'étape, détrône Leipheimer le lendemain à la faveur des bonifications.

## Étapes
| Étape     | Date     | Villes étapes                        | type                         | Distance (km) | Vainqueur d'étape   | Leader du classement général |
| --------- | -------- | ------------------------------------ | ---------------------------- | ------------- | ------------------- | ---------------------------- |
| 1re étape | 30 août  | Grenade – Grenade                    | contre-la-montre par équipes | 7,7           | Liquigas            | Filippo Pozzato              |
| 2e étape  | 31 août  | Grenade – Jaén                       | étape de plaine              | 167,3         | Alejandro Valverde  | Alejandro Valverde           |
| 3e étape  | 1 sept.  | Jaén – Cordoue                       | étape de plaine              | 168,6         | Tom Boonen          | Daniele Bennati              |
| 4e étape  | 2 sept.  | Cordoue – Puertollano                | étape de plaine              | 170,3         | Daniele Bennati     | Daniele Bennati              |
| 5e étape  | 3 sept.  | Ciudad Real – Ciudad Real            | contre-la-montre individuel  | 42,5          | Levi Leipheimer     | Levi Leipheimer              |
| 6e étape  | 4 sept.  | Ciudad Real – Tolède                 | étape de plaine              | 150,1         | Paolo Bettini       | Sylvain Chavanel             |
|           | 5 sept.  | Jour de repos                        | Jour de repos                |               |                     |                              |
| 7e étape  | 6 sept.  | Barbastro – La Rabassa               | étape de montagne            | 223,2         | Alessandro Ballan   | Alessandro Ballan            |
| 8e étape  | 7 sept.  | Andorre-la-Vieille – Pla de Beret    | étape de montagne            | 151           | David Moncoutié     | Levi Leipheimer              |
| 9e étape  | 8 sept.  | Vielha e Mijaran – Sabiñánigo        | étape de moyenne montagne    | 200,8         | Greg Van Avermaet   | Egoi Martínez                |
| 10e étape | 9 sept.  | Sabiñánigo – Saragosse               | étape de plaine              | 151,3         | Sébastien Hinault   | Egoi Martínez                |
| 11e étape | 10 sept. | Calahorra – Burgos                   | étape de plaine              | 178           | Óscar Freire        | Egoi Martínez                |
| 12e étape | 11 sept. | Burgos – Suances                     | étape de moyenne montagne    | 186,4         | Paolo Bettini       | Egoi Martínez                |
|           | 12 sept. | Jour de repos                        | Jour de repos                |               |                     |                              |
| 13e étape | 13 sept. | San Vicente de la Barquera – Angliru | étape de montagne            | 209,5         | Alberto Contador    | Alberto Contador             |
| 14e étape | 14 sept. | Oviedo – Fuentes de Invierno         | étape de montagne            | 158,4         | Alberto Contador    | Alberto Contador             |
| 15e étape | 15 sept. | Cudillero – Ponferrada               | étape de montagne            | 202           | David García Dapena | Alberto Contador             |
| 16e étape | 16 sept. | Ponferrada – Zamora                  | étape de plaine              | 186,3         | Tom Boonen          | Alberto Contador             |
| 17e étape | 17 sept. | Zamora – Valladolid                  | étape de plaine              | 148,2         | Wouter Weylandt     | Alberto Contador             |
| 18e étape | 18 sept. | Valladolid – Las Rozas de Madrid     | étape de plaine              | 167,4         | Imanol Erviti       | Alberto Contador             |
| 19e étape | 19 sept. | Las Rozas de Madrid – Ségovie        | étape de montagne            | 145,5         | David Arroyo        | Alberto Contador             |
| 20e étape | 20 sept. | La Granja – Navacerrada              | contre-la-montre en côte     | 17,1          | Levi Leipheimer     | Alberto Contador             |
| 21e étape | 21 sept. | San Sebastián de los Reyes – Madrid  | étape de plaine              | 102,2         | Matti Breschel      | Alberto Contador             |

## Classements

### Classement général

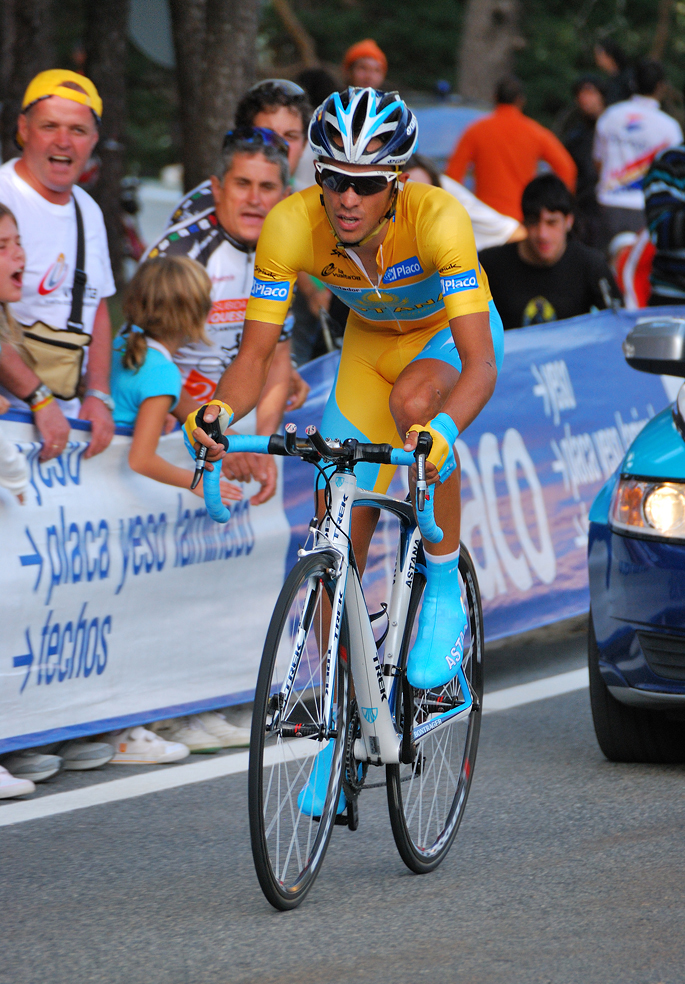
Alberto Contador lors de la

| \| Classement général \| Classement général \| Classement général \| Classement général \| Classement général \| \| Coureur \| Coureur \| Pays \| Équipe \| Temps \| \| ------------------ \| ------------------- \| ------------------ \| ------------------------------- \| ------------------ \| \| 1er \| Alberto Contador \| Espagne \| Astana \| 80 h 40 min 08 s \| \| 2e \| Levi Leipheimer \| États-Unis \| Astana \| + 46 s \| \| 3e \| Carlos Sastre \| Espagne \| CSC Saxo Bank \| + 4 min 12 s \| \| 4e \| Ezequiel Mosquera \| Espagne \| Xacobeo Galicia \| + 5 min 19 s \| \| 5e \| Alejandro Valverde \| Espagne \| Caisse d'Épargne \| + 6 min 00 s \| \| 6e \| Joaquim Rodríguez \| Espagne \| Caisse d'Épargne \| + 6 min 50 s \| \| 7e \| Robert Gesink \| Pays-Bas \| Rabobank \| + 6 min 55 s \| \| 8e \| David Moncoutié \| France \| Cofidis-Le Crédit par Téléphone \| + 10 min 10 s \| \| 9e \| Egoi Martínez \| Espagne \| Euskaltel-Euskadi \| + 10 min 57 s \| \| 10e \| Marzio Bruseghin \| Italie \| Lampre \| + 11 min 56 s \| \| 11e \| Oliver Zaugg \| Suisse \| Gerolsteiner \| + 12 min 38 s \| \| 12e \| Daniel Moreno \| Espagne \| Caisse d'Épargne \| + 13 min 35 s \| \| 13e \| Nicolas Roche \| Irlande \| Crédit Agricole \| + 13 min 41 s \| \| 14e \| David García Dapena \| Espagne \| Xacobeo Galicia \| + 15 min 59 s \| \| 15e \| Juan Manuel Gárate \| Espagne \| Quick Step \| + 17 min 53 s \| \| 16e \| Jurgen Van Goolen \| Belgique \| CSC Saxo Bank \| + 20 min 14 s \| \| 17e \| David Arroyo \| Espagne \| Caisse d'Épargne \| + 21 min 33 s \| \| 18e \| John Gadret \| France \| AG2R-La Mondiale \| + 22 min 34 s \| \| 19e \| Sandy Casar \| France \| La Française des jeux \| + 24 min 57 s \| \| 20e \| Andreas Klöden \| Allemagne \| Astana \| + 25 min 13 s \| \| 21e \| Javier Moreno \| Espagne \| Andalucía-CajaSur \| + 26 min 22 s \| \| 22e \| José Luis Rubiera \| Espagne \| Astana \| + 28 min 26 s \| \| 23e \| Rinaldo Nocentini \| Italie \| AG2R-La Mondiale \| + 28 min 38 s \| \| 24e \| Alberto Losada \| Espagne \| Caisse d'Épargne \| + 29 min 28 s \| \| 25e \| Marco Marzano \| Italie \| Lampre \| + 41 min 42 s \| |                     |            |                                 |                  |
| |                     |            |                                 |                  |
| Source : ProCyclingStats |                     |            |                                 |                  |
| Classement général |                     |            |                                 |                  |
| Coureur | Coureur             | Pays       | Équipe                          | Temps            |
| 1er | Alberto Contador    | Espagne    | Astana                          | 80 h 40 min 08 s |
| 2e | Levi Leipheimer     | États-Unis | Astana                          | + 46 s           |
| 3e | Carlos Sastre       | Espagne    | CSC Saxo Bank                   | + 4 min 12 s     |
| 4e | Ezequiel Mosquera   | Espagne    | Xacobeo Galicia                 | + 5 min 19 s     |
| 5e | Alejandro Valverde  | Espagne    | Caisse d'Épargne                | + 6 min 00 s     |
| 6e | Joaquim Rodríguez   | Espagne    | Caisse d'Épargne                | + 6 min 50 s     |
| 7e | Robert Gesink       | Pays-Bas   | Rabobank                        | + 6 min 55 s     |
| 8e | David Moncoutié     | France     | Cofidis-Le Crédit par Téléphone | + 10 min 10 s    |
| 9e | Egoi Martínez       | Espagne    | Euskaltel-Euskadi               | + 10 min 57 s    |
| 10e | Marzio Bruseghin    | Italie     | Lampre                          | + 11 min 56 s    |
| 11e | Oliver Zaugg        | Suisse     | Gerolsteiner                    | + 12 min 38 s    |
| 12e | Daniel Moreno       | Espagne    | Caisse d'Épargne                | + 13 min 35 s    |
| 13e | Nicolas Roche       | Irlande    | Crédit Agricole                 | + 13 min 41 s    |
| 14e | David García Dapena | Espagne    | Xacobeo Galicia                 | + 15 min 59 s    |
| 15e | Juan Manuel Gárate  | Espagne    | Quick Step                      | + 17 min 53 s    |
| 16e | Jurgen Van Goolen   | Belgique   | CSC Saxo Bank                   | + 20 min 14 s    |
| 17e | David Arroyo        | Espagne    | Caisse d'Épargne                | + 21 min 33 s    |
| 18e | John Gadret         | France     | AG2R-La Mondiale                | + 22 min 34 s    |
| 19e | Sandy Casar         | France     | La Française des jeux           | + 24 min 57 s    |
| 20e | Andreas Klöden      | Allemagne  | Astana                          | + 25 min 13 s    |
| 21e | Javier Moreno       | Espagne    | Andalucía-CajaSur               | + 26 min 22 s    |
| 22e | José Luis Rubiera   | Espagne    | Astana                          | + 28 min 26 s    |
| 23e | Rinaldo Nocentini   | Italie     | AG2R-La Mondiale                | + 28 min 38 s    |
| 24e | Alberto Losada      | Espagne    | Caisse d'Épargne                | + 29 min 28 s    |
| 25e | Marco Marzano       | Italie     | Lampre                          | + 41 min 42 s    |

### Classements annexes
| Classement par points | Classement par points | Classement par points | Classement par points           | Classement par points |
| Coureur               | Coureur               | Pays                  | Équipe                          | Points                |
| --------------------- | --------------------- | --------------------- | ------------------------------- | --------------------- |
| 1er                   | Greg Van Avermaet     | Belgique              | Silence-Lotto                   | 158 pts               |
| 2e                    | Alberto Contador      | Espagne               | Astana                          | 137 pts               |
| 3e                    | Alejandro Valverde    | Espagne               | Caisse d'Épargne                | 129 pts               |
| 4e                    | Levi Leipheimer       | États-Unis            | Astana                          | 116 pts               |
| 5e                    | Koldo Fernández       | Espagne               | Euskaltel-Euskadi               | 88 pts                |
| 6e                    | Matti Breschel        | Danemark              | CSC Saxo Bank                   | 69 pts                |
| 7e                    | Joaquim Rodríguez     | Espagne               | Caisse d'Épargne                | 69 pts                |
| 8e                    | Sébastien Hinault     | France                | Crédit Agricole                 | 68 pts                |
| 9e                    | Ezequiel Mosquera     | Espagne               | Xacobeo Galicia                 | 67 pts                |
| 10e                   | David Moncoutié       | France                | Cofidis-Le Crédit par Téléphone | 65 pts                |

| Classement par points | Classement par points | Classement par points | Classement par points           | Classement par points |
| Coureur               | Coureur               | Pays                  | Équipe                          | Points                |
| --------------------- | --------------------- | --------------------- | ------------------------------- | --------------------- |
| 1er                   | Greg Van Avermaet     | Belgique              | Silence-Lotto                   | 158 pts               |
| 2e                    | Alberto Contador      | Espagne               | Astana                          | 137 pts               |
| 3e                    | Alejandro Valverde    | Espagne               | Caisse d'Épargne                | 129 pts               |
| 4e                    | Levi Leipheimer       | États-Unis            | Astana                          | 116 pts               |
| 5e                    | Koldo Fernández       | Espagne               | Euskaltel-Euskadi               | 88 pts                |
| 6e                    | Matti Breschel        | Danemark              | CSC Saxo Bank                   | 69 pts                |
| 7e                    | Joaquim Rodríguez     | Espagne               | Caisse d'Épargne                | 69 pts                |
| 8e                    | Sébastien Hinault     | France                | Crédit Agricole                 | 68 pts                |
| 9e                    | Ezequiel Mosquera     | Espagne               | Xacobeo Galicia                 | 67 pts                |
| 10e                   | David Moncoutié       | France                | Cofidis-Le Crédit par Téléphone | 65 pts                |

| Classement de la montagne | Classement de la montagne | Classement de la montagne | Classement de la montagne       | Classement de la montagne |
| Coureur                   | Coureur                   | Pays                      | Équipe                          | Points                    |
| ------------------------- | ------------------------- | ------------------------- | ------------------------------- | ------------------------- |
| 1er                       | David Moncoutié           | France                    | Cofidis-Le Crédit par Téléphone | 149 pts                   |
| 2e                        | Christophe Kern           | France                    | Crédit Agricole                 | 106 pts                   |
| 3e                        | Alberto Contador          | Espagne                   | Astana                          | 99 pts                    |
| 4e                        | Juan Manuel Gárate        | Espagne                   | Quick Step                      | 89 pts                    |
| 5e                        | Levi Leipheimer           | États-Unis                | Astana                          | 65 pts                    |
| 6e                        | Ezequiel Mosquera         | Espagne                   | Xacobeo Galicia                 | 56 pts                    |
| 7e                        | Joaquim Rodríguez         | Espagne                   | Caisse d'Épargne                | 51 pts                    |
| 8e                        | Alejandro Valverde        | Espagne                   | Caisse d'Épargne                | 48 pts                    |
| 9e                        | Íñigo Landaluze           | Espagne                   | Euskaltel-Euskadi               | 46 pts                    |
| 10e                       | Maarten Tjallingii        | Pays-Bas                  | Silence-Lotto                   | 43 pts                    |

| Classement de la montagne | Classement de la montagne | Classement de la montagne | Classement de la montagne       | Classement de la montagne |
| Coureur                   | Coureur                   | Pays                      | Équipe                          | Points                    |
| ------------------------- | ------------------------- | ------------------------- | ------------------------------- | ------------------------- |
| 1er                       | David Moncoutié           | France                    | Cofidis-Le Crédit par Téléphone | 149 pts                   |
| 2e                        | Christophe Kern           | France                    | Crédit Agricole                 | 106 pts                   |
| 3e                        | Alberto Contador          | Espagne                   | Astana                          | 99 pts                    |
| 4e                        | Juan Manuel Gárate        | Espagne                   | Quick Step                      | 89 pts                    |
| 5e                        | Levi Leipheimer           | États-Unis                | Astana                          | 65 pts                    |
| 6e                        | Ezequiel Mosquera         | Espagne                   | Xacobeo Galicia                 | 56 pts                    |
| 7e                        | Joaquim Rodríguez         | Espagne                   | Caisse d'Épargne                | 51 pts                    |
| 8e                        | Alejandro Valverde        | Espagne                   | Caisse d'Épargne                | 48 pts                    |
| 9e                        | Íñigo Landaluze           | Espagne                   | Euskaltel-Euskadi               | 46 pts                    |
| 10e                       | Maarten Tjallingii        | Pays-Bas                  | Silence-Lotto                   | 43 pts                    |

| Classement par équipes | Classement par équipes | Classement par équipes | Classement par équipes |
| Équipe                 | Équipe                 | Pays                   | Temps                  |
| ---------------------- | ---------------------- | ---------------------- | ---------------------- |
| 1re                    | Caisse d'Épargne       | Espagne                | 241 h 20 min 38 s      |
| 2e                     | Euskaltel-Euskadi      | Espagne                | + 39 min 22 s          |
| 3e                     | CSC Saxo Bank          | Danemark               | + 39 min 35 s          |
| 4e                     | Astana                 | Luxembourg             | + 42 min 01 s          |
| 5e                     | Xacobeo Galicia        | Espagne                | + 51 min 31 s          |
| 6e                     | Lampre                 | Italie                 | + 1 h 14 min 51 s      |
| 7e                     | Rabobank               | Pays-Bas               | + 1 h 17 min 22 s      |
| 8e                     | AG2R-La Mondiale       | France                 | + 1 h 27 min 42 s      |
| 9e                     | Crédit Agricole        | France                 | + 1 h 28 min 56 s      |
| 10e                    | Silence-Lotto          | Belgique               | + 1 h 42 min 42 s      |

| Classement par équipes | Classement par équipes | Classement par équipes | Classement par équipes |
| Équipe                 | Équipe                 | Pays                   | Temps                  |
| ---------------------- | ---------------------- | ---------------------- | ---------------------- |
| 1re                    | Caisse d'Épargne       | Espagne                | 241 h 20 min 38 s      |
| 2e                     | Euskaltel-Euskadi      | Espagne                | + 39 min 22 s          |
| 3e                     | CSC Saxo Bank          | Danemark               | + 39 min 35 s          |
| 4e                     | Astana                 | Luxembourg             | + 42 min 01 s          |
| 5e                     | Xacobeo Galicia        | Espagne                | + 51 min 31 s          |
| 6e                     | Lampre                 | Italie                 | + 1 h 14 min 51 s      |
| 7e                     | Rabobank               | Pays-Bas               | + 1 h 17 min 22 s      |
| 8e                     | AG2R-La Mondiale       | France                 | + 1 h 27 min 42 s      |
| 9e                     | Crédit Agricole        | France                 | + 1 h 28 min 56 s      |
| 10e                    | Silence-Lotto          | Belgique               | + 1 h 42 min 42 s      |

| Classement du combiné | Classement du combiné | Classement du combiné | Classement du combiné           | Classement du combiné |
| Coureur               | Coureur               | Pays                  | Équipe                          | Points                |
| --------------------- | --------------------- | --------------------- | ------------------------------- | --------------------- |
| 1er                   | Alberto Contador      | Espagne               | Astana                          | 6 pts                 |
| 2e                    | Levi Leipheimer       | États-Unis            | Astana                          | 11 pts                |
| 3e                    | Alejandro Valverde    | Espagne               | Caisse d'Épargne                | 16 pts                |
| 4e                    | Ezequiel Mosquera     | Espagne               | Xacobeo Galicia                 | 19 pts                |
| 5e                    | David Moncoutié       | France                | Cofidis-Le Crédit par Téléphone | 19 pts                |
| 6e                    | Carlos Sastre         | Espagne               | CSC Saxo Bank                   | 26 pts                |
| 7e                    | Robert Gesink         | Pays-Bas              | Rabobank                        | 40 pts                |
| 8e                    | David Arroyo          | Espagne               | Caisse d'Épargne                | 49 pts                |
| 9e                    | Juan Manuel Gárate    | Espagne               | Quick Step                      | 57 pts                |
| 10e                   | Egoi Martínez         | Espagne               | Euskaltel-Euskadi               | 60 pts                |

| Classement du combiné | Classement du combiné | Classement du combiné | Classement du combiné           | Classement du combiné |
| Coureur               | Coureur               | Pays                  | Équipe                          | Points                |
| --------------------- | --------------------- | --------------------- | ------------------------------- | --------------------- |
| 1er                   | Alberto Contador      | Espagne               | Astana                          | 6 pts                 |
| 2e                    | Levi Leipheimer       | États-Unis            | Astana                          | 11 pts                |
| 3e                    | Alejandro Valverde    | Espagne               | Caisse d'Épargne                | 16 pts                |
| 4e                    | Ezequiel Mosquera     | Espagne               | Xacobeo Galicia                 | 19 pts                |
| 5e                    | David Moncoutié       | France                | Cofidis-Le Crédit par Téléphone | 19 pts                |
| 6e                    | Carlos Sastre         | Espagne               | CSC Saxo Bank                   | 26 pts                |
| 7e                    | Robert Gesink         | Pays-Bas              | Rabobank                        | 40 pts                |
| 8e                    | David Arroyo          | Espagne               | Caisse d'Épargne                | 49 pts                |
| 9e                    | Juan Manuel Gárate    | Espagne               | Quick Step                      | 57 pts                |
| 10e                   | Egoi Martínez         | Espagne               | Euskaltel-Euskadi               | 60 pts                |

### Évolution des classements
Les cyclistes présents dans le tableau ci-dessous correspondent aux leaders des classements annexes. Ils peuvent ne pas correspondre au porteur du maillot.
| Étape     | Vainqueur          | Classement général | Classement par point | Classement de la montagne | Classement du combiné | Cclassement par équipes |
| --------- | ------------------ | ------------------ | -------------------- | ------------------------- | --------------------- | ----------------------- |
| 1re étape | Liquigas           | Filippo Pozzato    | non-décerné          | non-décerné               | non-décerné           | Liquigas                |
| 2e étape  | Alejandro Valverde | Alejandro Valverde | Alejandro Valverde   | Jesús Rosendo             | Egoi Martínez         | Caisse d'Épargne        |
| 3e étape  | Tom Boonen         | Daniele Bennati    | Alejandro Valverde   | Jesús Rosendo             | Egoi Martínez         | Caisse d'Épargne        |
| 4e étape  | Daniele Bennati    | Daniele Bennati    | Daniele Bennati      | Jesús Rosendo             | Paolo Bettini         | Quick Step              |
| 5e étape  | Levi Leipheimer    | Levi Leipheimer    | Daniele Bennati      | Jesús Rosendo             | Egoi Martínez         | Astana                  |
| 6e étape  | Paolo Bettini      | Sylvain Chavanel   | Daniele Bennati      | Jesús Rosendo             | Paolo Bettini         | Astana                  |
| 7e étape  | Alessandro Ballan  | Alessandro Ballan  | Daniele Bennati      | Alessandro Ballan         | Alessandro Ballan     | Astana                  |
| 8e étape  | David Moncoutié    | Levi Leipheimer    | Alejandro Valverde   | Alessandro Ballan         | Alberto Contador      | Astana                  |
| 9e étape  | Greg Van Avermaet  | Egoi Martínez      | Alejandro Valverde   | David Moncoutié           | Alberto Contador      | Caisse d'Épargne        |
| 10e étape | Sébastien Hinault  | Egoi Martínez      | Greg Van Avermaet    | David Moncoutié           | Alberto Contador      | Caisse d'Épargne        |
| 11e étape | Óscar Freire       | Egoi Martínez      | Greg Van Avermaet    | David Moncoutié           | Alberto Contador      | Caisse d'Épargne        |
| 12e étape | Paolo Bettini      | Egoi Martínez      | Greg Van Avermaet    | David Moncoutié           | Alberto Contador      | Astana                  |
| 13e étape | Alberto Contador   | Alberto Contador   | Greg Van Avermaet    | David Moncoutié           | Alberto Contador      | Caisse d'Épargne        |
| 14e étape | Alberto Contador   | Alberto Contador   | Alberto Contador     | David Moncoutié           | Alberto Contador      | Caisse d'Épargne        |
| 15e étape | David García       | Alberto Contador   | Alberto Contador     | David Moncoutié           | Alberto Contador      | Caisse d'Épargne        |
| 16e étape | Tom Boonen         | Alberto Contador   | Alberto Contador     | David Moncoutié           | Alberto Contador      | Caisse d'Épargne        |
| 17e étape | Wouter Weylandt    | Alberto Contador   | Greg Van Avermaet    | David Moncoutié           | Alberto Contador      | Caisse d'Épargne        |
| 18e étape | Imanol Erviti      | Alberto Contador   | Greg Van Avermaet    | David Moncoutié           | Alberto Contador      | Caisse d'Épargne        |
| 19e étape | David Arroyo       | Alberto Contador   | Greg Van Avermaet    | David Moncoutié           | Alberto Contador      | Caisse d'Épargne        |
| 20e étape | Levi Leipheimer    | Alberto Contador   | Greg Van Avermaet    | David Moncoutié           | Alberto Contador      | Caisse d'Épargne        |
| 21e étape | Matti Breschel     | Alberto Contador   | Greg Van Avermaet    | David Moncoutié           | Alberto Contador      | Caisse d'Épargne        |

## Dopage et lutte antidopage
En octobre 2012, l’UCI annonce qu'une procédure disciplinaire à l’encontre du coureur espagnol Carlos Barredo est ouverte à la suite d'anomalies dans son passeport biologique. Il est finalement suspendu deux ans et est disqualifié des courses auxquelles il a participé entre le 26 octobre 2007 et le 24 septembre 2011,.

## Liste des participants
| Légende                          | Légende                                                                                                  | Légende                             | Légende                                                                                          |
| -------------------------------- | --- | ----------------------------------- | ------------------------------------------------------------------------------------------------ |
| Num                              | Dossard de départ porté par le coureur sur cette Vuelta                                                  | Pos.                                | Position finale au classement général                                                            |
| Leader du classement général     | Indique le vainqueur du classement général                                                               | Leader du classement de la montagne | Indique le vainqueur du classement de la montagne                                                |
| Leader du classement par points  | Indique le vainqueur du classement par points                                                            | Leader du classement du combiné     | Indique le vainqueur du classement du meilleur jeune                                             |
| Leader du classement par équipes | Indique la meilleure équipe                                                                              |                                     | Indique un maillot de champion national ou mondial, suivi de sa spécialité                       |
| NP                               | Indique un coureur qui n'a pas pris le départ d'une étape, suivi du numéro de l'étape où il s'est retiré | AB                                  | Indique un coureur qui n'a pas terminé une étape, suivie du numéro de l'étape où il s'est retiré |
| HD                               | Indique un coureur qui a terminé une étape hors des délais, suivi du numéro de l'étape                   | EX                                  | Indique un coureur exclu pour non-respect du règlement                                           |

| CSC Saxo Bank CSC | CSC Saxo Bank CSC       | CSC Saxo Bank CSC |
| ----------------- | ----------------------- | ----------------- |
| Num               | Coureur                 | Pos               |
| 1                 | Carlos Sastre (ESP)     | 3e                |
| 2                 | Alexandr Kolobnev (RUS) | 40e               |
| 3                 | Íñigo Cuesta (ESP)      | 37e               |
| 4                 | Jurgen Van Goolen (BEL) | 16e               |
| 5                 | Juan José Haedo (ARG)   | AB-15             |
| 6                 | Karsten Kroon (NED)     | 72e               |
| 7                 | Matti Breschel (DEN)    | 48e               |
| 8                 | Michael Blaudzun (DEN)  | 82e               |
| 9                 | Volodymyr Gustov (UKR)  | 44e               |

| AG2R-La Mondiale ALM | AG2R-La Mondiale ALM    | AG2R-La Mondiale ALM |
| -------------------- | ----------------------- | -------------------- |
| Num                  | Coureur                 | Pos                  |
| 11                   | Rinaldo Nocentini (ITA) | 23e                  |
| 12                   | José Luis Arrieta (ESP) | 55e                  |
| 13                   | Renaud Dion (FRA)       | 113e                 |
| 14                   | Hubert Dupont (FRA)     | 32e                  |
| 15                   | John Gadret (FRA)       | 18e                  |
| 16                   | Julien Loubet (FRA)     | 70e                  |
| 17                   | Lloyd Mondory (FRA)     | 120e                 |
| 18                   | Stéphane Poulhiès (FRA) | 128e                 |
| 19                   | Aliaksandr Usau (BLR)   | 123e                 |

| Andalucía-CajaSur ACA | Andalucía-CajaSur ACA               | Andalucía-CajaSur ACA |
| --------------------- | ----------------------------------- | --------------------- |
| Num                   | Coureur                             | Pos                   |
| 21                    | José Luis Carrasco (ESP)            | 68e                   |
| 22                    | José Antonio Carrasco (ESP)         | 65e                   |
| 23                    | José Antonio Lopez (ESP)            | DQ-13                 |
| 24                    | Francisco José Martínez Pérez (ESP) | 122e                  |
| 25                    | Javier Moreno (ESP)                 | 21e                   |
| 26                    | Manuel Ortega Ocaña (ESP)           | 83e                   |
| 27                    | Juan Javier Estrada (ESP)           | 114e                  |
| 28                    | Jesús Rosendo (ESP)                 | 116e                  |
| 29                    | José Ruiz Sánchez (ESP)             | 53e                   |

| Astana AST | Astana AST              | Astana AST |
| ---------- | ----------------------- | ---------- |
| Num        | Coureur                 | Pos        |
| 31         | Alberto Contador (ESP)  | 1er        |
| 32         | Andreas Klöden (GER)    | 20e        |
| 33         | Levi Leipheimer (USA)   | 2e         |
| 34         | Dmitri Mouraviov (KAZ)  | 131e       |
| 35         | Assan Bazayev (KAZ)     | 130e       |
| 36         | Benjamín Noval (ESP)    | 62e        |
| 37         | Sérgio Paulinho (POR)   | 26e        |
| 38         | José Luis Rubiera (ESP) | 22e        |
| 39         | Tomas Vaitkus (LTU)     | 95e        |

| Bouygues Telecom BTL | Bouygues Telecom BTL   | Bouygues Telecom BTL |
| -------------------- | ---------------------- | -------------------- |
| Num                  | Coureur                | Pos                  |
| 41                   | Dimitri Champion (FRA) | 106e                 |
| 42                   | Stef Clement (NED)     | AB-7                 |
| 43                   | Aurélien Clerc (SUI)   | NP-5                 |
| 44                   | Xavier Florencio (ESP) | 36e                  |
| 45                   | Anthony Geslin (FRA)   | AB-10                |
| 46                   | Vincent Jérôme (FRA)   | 76e                  |
| 47                   | Arnaud Labbe (FRA)     | 108e                 |
| 48                   | Alexandre Pichot (FRA) | AB-10                |
| 49                   | Olivier Bonnaire (FRA) | 61e                  |

| Caisse d'Épargne GCE | Caisse d'Épargne GCE             | Caisse d'Épargne GCE |
| -------------------- | -------------------------------- | -------------------- |
| Num                  | Coureur                          | Pos                  |
| 51                   | Alejandro Valverde (ESP)         | 5e                   |
| 52                   | David Arroyo (ESP)               | 17e                  |
| 53                   | José Vicente García Acosta (ESP) | 119e                 |
| 54                   | Imanol Erviti (ESP)              | 99e                  |
| 55                   | Daniel Moreno (ESP)              | 12e                  |
| 56                   | Alberto Losada (ESP)             | 24e                  |
| 57                   | Luis Pasamontes (ESP)            | 35e                  |
| 58                   | Joaquim Rodríguez (ESP)          | 6e                   |
| 59                   | Xabier Zandio (ESP)              | 50e                  |

| Cofidis-Le Crédit par Téléphone COF | Cofidis-Le Crédit par Téléphone COF | Cofidis-Le Crédit par Téléphone COF |
| ----------------------------------- | ----------------------------------- | ----------------------------------- |
| Num                                 | Coureur                             | Pos                                 |
| 61                                  | Sylvain Chavanel (FRA)              | NP-17                               |
| 62                                  | Kevin De Weert (BEL)                | 59e                                 |
| 63                                  | Leonardo Duque (COL)                | 67e                                 |
| 64                                  | Bingen Fernández (ESP)              | 87e                                 |
| 65                                  | Maryan Hary (FRA)                   | NP-5                                |
| 66                                  | David Moncoutié (FRA)               | 8e                                  |
| 67                                  | Sébastien Minard (FRA)              | 71e                                 |
| 68                                  | Nick Nuyens (BEL)                   | 78e                                 |
| 69                                  | Staf Scheirlinckx (BEL)             | NP-1                                |

| Crédit Agricole C.A | Crédit Agricole C.A      | Crédit Agricole C.A |
| ------------------- | ------------------------ | ------------------- |
| Num                 | Coureur                  | Pos                 |
| 71                  | Patrice Halgand (FRA)    | NP-15               |
| 72                  | Sébastien Hinault (FRA)  | 64e                 |
| 73                  | Jeremy Hunt (GBR)        | 107e                |
| 74                  | Christophe Kern (FRA)    | 112e                |
| 75                  | Cyril Lemoine (FRA)      | 100e                |
| 76                  | Jean-Marc Marino (FRA)   | AB-8                |
| 77                  | Gabriel Rasch (NOR)      | 86e                 |
| 78                  | Nicolas Roche (IRL)      | 13e                 |
| 79                  | Yannick Talabardon (FRA) | 31e                 |

| Euskaltel-Euskadi EUS | Euskaltel-Euskadi EUS | Euskaltel-Euskadi EUS |
| --------------------- | --------------------- | --------------------- |
| Num                   | Coureur               | Pos                   |
| 81                    | Igor Antón (ESP)      | AB-13                 |
| 82                    | Mikel Astarloza (ESP) | 28e                   |
| 83                    | Koldo Fernández (ESP) | 94e                   |
| 84                    | Íñigo Landaluze (ESP) | 63e                   |
| 85                    | Egoi Martínez (ESP)   | 9e                    |
| 86                    | Alan Pérez (ESP)      | 69e                   |
| 87                    | Rubén Pérez (ESP)     | 41e                   |
| 88                    | Amets Txurruka (ESP)  | 45e                   |
| 89                    | Iván Velasco (ESP)    | 51e                   |

| La Française des jeux FDJ | La Française des jeux FDJ | La Française des jeux FDJ |
| ------------------------- | ------------------------- | ------------------------- |
| Num                       | Coureur                   | Pos                       |
| 91                        | Sandy Casar (FRA)         | 19e                       |
| 92                        | Mickaël Delage (FRA)      | 103e                      |
| 93                        | Rémy Di Grégorio (FRA)    | 80e                       |
| 94                        | Philippe Gilbert (BEL)    | NP-18                     |
| 95                        | Sébastien Joly (FRA)      | AB-17                     |
| 96                        | Matthieu Ladagnous (FRA)  | 89e                       |
| 97                        | Gianni Meersman (BEL)     | NP-12                     |
| 98                        | Jelle Vanendert (BEL)     | 101e                      |
| 99                        | Francis Mourey (FRA)      | 96e                       |

| Gerolsteiner GST | Gerolsteiner GST        | Gerolsteiner GST |
| ---------------- | ----------------------- | ---------------- |
| Num              | Coureur                 | Pos              |
| 101              | Davide Rebellin (ITA)   | NP-14            |
| 102              | Mathias Frank (SUI)     | AB-13            |
| 103              | Oscar Gatto (ITA)       | 127e             |
| 104              | Sebastian Lang (GER)    | 79e              |
| 105              | Tom Stamsnijder (NED)   | 88e              |
| 106              | Stephan Schreck (GER)   | NP-12            |
| 107              | Stefan Schumacher (GER) | NP-19            |
| 108              | Heinrich Haussler (GER) | AB-19            |
| 109              | Oliver Zaugg (SUI)      | 11e              |

| Xacobeo Galicia KGZ | Xacobeo Galicia KGZ           | Xacobeo Galicia KGZ |
| ------------------- | ----------------------------- | ------------------- |
| Num                 | Coureur                       | Pos                 |
| 111                 | Ezequiel Mosquera (ESP)       | 4e                  |
| 112                 | Carlos Castaño Panadero (ESP) | 38e                 |
| 113                 | Gustavo César Veloso (ESP)    | 29e                 |
| 114                 | Gustavo Domínguez (ESP)       | 84e                 |
| 115                 | David García Dapena (ESP)     | 14e                 |
| 116                 | David Herrero (ESP)           | 47e                 |
| 117                 | Serafín Martínez (ESP)        | 90e                 |
| 118                 | Iban Mayoz (ESP)              | 39e                 |
| 119                 | Eduard Vorganov (RUS)         | 60e                 |

| Lampre LAM | Lampre LAM               | Lampre LAM |
| ---------- | ------------------------ | ---------- |
| Num        | Coureur                  | Pos        |
| 121        | Damiano Cunego (ITA)     | NP-16      |
| 122        | Alessandro Ballan (ITA)  | NP-15      |
| 123        | Emanuele Bindi (ITA)     | 129e       |
| 124        | Marzio Bruseghin (ITA)   | 10e        |
| 125        | Marco Marzano (ITA)      | 25e        |
| 126        | Massimiliano Mori (ITA)  | 124e       |
| 127        | Danilo Napolitano (ITA)  | NP-12      |
| 128        | Mauro Santambrogio (ITA) | 121e       |
| 129        | Paolo Tiralongo (ITA)    | 27e        |

| Liquigas LIQ | Liquigas LIQ             | Liquigas LIQ |
| ------------ | ------------------------ | ------------ |
| Num          | Coureur                  | Pos          |
| 131          | Daniele Bennati (ITA)    | NP-10        |
| 132          | Valerio Agnoli (ITA)     | 110e         |
| 133          | Claudio Corioni (ITA)    | 97e          |
| 134          | Enrico Franzoi (ITA)     | 98e          |
| 135          | Filippo Pozzato (ITA)    | 19e          |
| 136          | Manuel Quinziato (ITA)   | AB-18        |
| 137          | Ivan Santaromita (ITA)   | 125e         |
| 138          | Gorazd Štangelj (SLO)    |              |
| 139          | Alessandro Vanotti (ITA) | 75e          |

| Quick Step QST | Quick Step QST           | Quick Step QST |
| -------------- | ------------------------ | -------------- |
| Num            | Coureur                  | Pos            |
| 141            | Paolo Bettini (ITA)      | NP-19          |
| 142            | Carlos Barredo (ESP)     | NP-7           |
| 143            | Tom Boonen (BEL)         | NP-18          |
| 144            | Juan Manuel Gárate (ESP) | 15e            |
| 145            | Wouter Weylandt (BEL)    | 118e           |
| 146            | Davide Viganò (ITA)      | 93e            |
| 147            | Andrea Tonti (ITA)       | AB-18          |
| 148            | Matteo Tosatto (ITA)     | AB-18          |
| 149            | Kevin Van Impe (BEL)     | 126e           |

| Rabobank RAB | Rabobank RAB              | Rabobank RAB |
| ------------ | ------------------------- | ------------ |
| Num          | Coureur                   | Pos          |
| 151          | Óscar Freire (ESP)        | NP-13        |
| 152          | Mauricio Ardila (COL)     | AB-15        |
| 153          | Juan Antonio Flecha (ESP) | 74e          |
| 154          | Dmitry Kozontchuk (RUS)   | 54e          |
| 155          | Robert Gesink (NED)       | 7e           |
| 156          | Pedro Horrillo (ESP)      | 117e         |
| 157          | Marc de Maar              | 56e          |
| 158          | Grischa Niermann (GER)    | 30e          |
| 159          | Theo Eltink (NED)         | 77e          |

| Silence-Lotto SIL | Silence-Lotto SIL        | Silence-Lotto SIL |
| ----------------- | ------------------------ | ----------------- |
| Num               | Coureur                  | Pos               |
| 161               | Yaroslav Popovych (UKR)  | 52e               |
| 162               | Dominique Cornu (BEL)    | 46e               |
| 163               | Bart Dockx (BEL)         | 111e              |
| 164               | Pieter Jacobs (BEL)      | 91e               |
| 165               | Olivier Kaisen (BEL)     | 92e               |
| 166               | Matthew Lloyd (AUS)      | NP-9              |
| 167               | Roy Sentjens (BEL)       | 33e               |
| 168               | Maarten Tjallingii (NED) | 58e               |
| 169               | Greg Van Avermaet (BEL)  | 66e               |

| Team Milram MRM | Team Milram MRM          | Team Milram MRM |
| --------------- | ------------------------ | --------------- |
| Num             | Coureur                  | Pos             |
| 171             | Erik Zabel (GER)         | 49e             |
| 172             | Volodymyr Dyudya (UKR)   | AB-17           |
| 173             | Artur Gajek (GER)        | DQ-15           |
| 174             | Andriy Grivko (UKR)      | 42e             |
| 175             | Matej Jurčo (SVK)        | 81e             |
| 176             | Christian Kux (GER)      | AB-19           |
| 177             | Fabio Sabatini (ITA)     | 102e            |
| 178             | Sebastian Schwager (GER) | 115e            |
| 179             | Martin Velits (SVK)      | 73e             |

| Tinkoff Credit Systems TCS | Tinkoff Credit Systems TCS | Tinkoff Credit Systems TCS |
| -------------------------- | -------------------------- | -------------------------- |
| Num                        | Coureur                    | Pos                        |
| 181                        | Mikhail Ignatiev (RUS)     | 104e                       |
| 182                        | Ivan Rovny (RUS)           | AB-16                      |
| 183                        | Nikita Eskov (RUS)         | 57e                        |
| 184                        | Evgueni Petrov (RUS)       | 43e                        |
| 185                        | Vasil Kiryienka (BLR)      | 34e                        |
| 186                        | Pavel Brutt (RUS)          | 105e                       |
| 187                        | Walter Pedraza (COL)       | 85e                        |
| 188                        | Ricardo Serrano (ESP)      | NP-4                       |
| 189                        | Nikolay Trusov (RUS)       | AB-7                       |

| CSC Saxo Bank CSC | CSC Saxo Bank CSC       | CSC Saxo Bank CSC |
| ----------------- | ----------------------- | ----------------- |
| Num               | Coureur                 | Pos               |
| 1                 | Carlos Sastre (ESP)     | 3e                |
| 2                 | Alexandr Kolobnev (RUS) | 40e               |
| 3                 | Íñigo Cuesta (ESP)      | 37e               |
| 4                 | Jurgen Van Goolen (BEL) | 16e               |
| 5                 | Juan José Haedo (ARG)   | AB-15             |
| 6                 | Karsten Kroon (NED)     | 72e               |
| 7                 | Matti Breschel (DEN)    | 48e               |
| 8                 | Michael Blaudzun (DEN)  | 82e               |
| 9                 | Volodymyr Gustov (UKR)  | 44e               |

| AG2R-La Mondiale ALM | AG2R-La Mondiale ALM    | AG2R-La Mondiale ALM |
| -------------------- | ----------------------- | -------------------- |
| Num                  | Coureur                 | Pos                  |
| 11                   | Rinaldo Nocentini (ITA) | 23e                  |
| 12                   | José Luis Arrieta (ESP) | 55e                  |
| 13                   | Renaud Dion (FRA)       | 113e                 |
| 14                   | Hubert Dupont (FRA)     | 32e                  |
| 15                   | John Gadret (FRA)       | 18e                  |
| 16                   | Julien Loubet (FRA)     | 70e                  |
| 17                   | Lloyd Mondory (FRA)     | 120e                 |
| 18                   | Stéphane Poulhiès (FRA) | 128e                 |
| 19                   | Aliaksandr Usau (BLR)   | 123e                 |

| Andalucía-CajaSur ACA | Andalucía-CajaSur ACA               | Andalucía-CajaSur ACA |
| --------------------- | ----------------------------------- | --------------------- |
| Num                   | Coureur                             | Pos                   |
| 21                    | José Luis Carrasco (ESP)            | 68e                   |
| 22                    | José Antonio Carrasco (ESP)         | 65e                   |
| 23                    | José Antonio Lopez (ESP)            | DQ-13                 |
| 24                    | Francisco José Martínez Pérez (ESP) | 122e                  |
| 25                    | Javier Moreno (ESP)                 | 21e                   |
| 26                    | Manuel Ortega Ocaña (ESP)           | 83e                   |
| 27                    | Juan Javier Estrada (ESP)           | 114e                  |
| 28                    | Jesús Rosendo (ESP)                 | 116e                  |
| 29                    | José Ruiz Sánchez (ESP)             | 53e                   |

| Astana AST | Astana AST              | Astana AST |
| ---------- | ----------------------- | ---------- |
| Num        | Coureur                 | Pos        |
| 31         | Alberto Contador (ESP)  | 1er        |
| 32         | Andreas Klöden (GER)    | 20e        |
| 33         | Levi Leipheimer (USA)   | 2e         |
| 34         | Dmitri Mouraviov (KAZ)  | 131e       |
| 35         | Assan Bazayev (KAZ)     | 130e       |
| 36         | Benjamín Noval (ESP)    | 62e        |
| 37         | Sérgio Paulinho (POR)   | 26e        |
| 38         | José Luis Rubiera (ESP) | 22e        |
| 39         | Tomas Vaitkus (LTU)     | 95e        |

| Bouygues Telecom BTL | Bouygues Telecom BTL   | Bouygues Telecom BTL |
| -------------------- | ---------------------- | -------------------- |
| Num                  | Coureur                | Pos                  |
| 41                   | Dimitri Champion (FRA) | 106e                 |
| 42                   | Stef Clement (NED)     | AB-7                 |
| 43                   | Aurélien Clerc (SUI)   | NP-5                 |
| 44                   | Xavier Florencio (ESP) | 36e                  |
| 45                   | Anthony Geslin (FRA)   | AB-10                |
| 46                   | Vincent Jérôme (FRA)   | 76e                  |
| 47                   | Arnaud Labbe (FRA)     | 108e                 |
| 48                   | Alexandre Pichot (FRA) | AB-10                |
| 49                   | Olivier Bonnaire (FRA) | 61e                  |

| Caisse d'Épargne GCE | Caisse d'Épargne GCE             | Caisse d'Épargne GCE |
| -------------------- | -------------------------------- | -------------------- |
| Num                  | Coureur                          | Pos                  |
| 51                   | Alejandro Valverde (ESP)         | 5e                   |
| 52                   | David Arroyo (ESP)               | 17e                  |
| 53                   | José Vicente García Acosta (ESP) | 119e                 |
| 54                   | Imanol Erviti (ESP)              | 99e                  |
| 55                   | Daniel Moreno (ESP)              | 12e                  |
| 56                   | Alberto Losada (ESP)             | 24e                  |
| 57                   | Luis Pasamontes (ESP)            | 35e                  |
| 58                   | Joaquim Rodríguez (ESP)          | 6e                   |
| 59                   | Xabier Zandio (ESP)              | 50e                  |

| Cofidis-Le Crédit par Téléphone COF | Cofidis-Le Crédit par Téléphone COF | Cofidis-Le Crédit par Téléphone COF |
| ----------------------------------- | ----------------------------------- | ----------------------------------- |
| Num                                 | Coureur                             | Pos                                 |
| 61                                  | Sylvain Chavanel (FRA)              | NP-17                               |
| 62                                  | Kevin De Weert (BEL)                | 59e                                 |
| 63                                  | Leonardo Duque (COL)                | 67e                                 |
| 64                                  | Bingen Fernández (ESP)              | 87e                                 |
| 65                                  | Maryan Hary (FRA)                   | NP-5                                |
| 66                                  | David Moncoutié (FRA)               | 8e                                  |
| 67                                  | Sébastien Minard (FRA)              | 71e                                 |
| 68                                  | Nick Nuyens (BEL)                   | 78e                                 |
| 69                                  | Staf Scheirlinckx (BEL)             | NP-1                                |

| Crédit Agricole C.A | Crédit Agricole C.A      | Crédit Agricole C.A |
| ------------------- | ------------------------ | ------------------- |
| Num                 | Coureur                  | Pos                 |
| 71                  | Patrice Halgand (FRA)    | NP-15               |
| 72                  | Sébastien Hinault (FRA)  | 64e                 |
| 73                  | Jeremy Hunt (GBR)        | 107e                |
| 74                  | Christophe Kern (FRA)    | 112e                |
| 75                  | Cyril Lemoine (FRA)      | 100e                |
| 76                  | Jean-Marc Marino (FRA)   | AB-8                |
| 77                  | Gabriel Rasch (NOR)      | 86e                 |
| 78                  | Nicolas Roche (IRL)      | 13e                 |
| 79                  | Yannick Talabardon (FRA) | 31e                 |

| Euskaltel-Euskadi EUS | Euskaltel-Euskadi EUS | Euskaltel-Euskadi EUS |
| --------------------- | --------------------- | --------------------- |
| Num                   | Coureur               | Pos                   |
| 81                    | Igor Antón (ESP)      | AB-13                 |
| 82                    | Mikel Astarloza (ESP) | 28e                   |
| 83                    | Koldo Fernández (ESP) | 94e                   |
| 84                    | Íñigo Landaluze (ESP) | 63e                   |
| 85                    | Egoi Martínez (ESP)   | 9e                    |
| 86                    | Alan Pérez (ESP)      | 69e                   |
| 87                    | Rubén Pérez (ESP)     | 41e                   |
| 88                    | Amets Txurruka (ESP)  | 45e                   |
| 89                    | Iván Velasco (ESP)    | 51e                   |

| La Française des jeux FDJ | La Française des jeux FDJ | La Française des jeux FDJ |
| ------------------------- | ------------------------- | ------------------------- |
| Num                       | Coureur                   | Pos                       |
| 91                        | Sandy Casar (FRA)         | 19e                       |
| 92                        | Mickaël Delage (FRA)      | 103e                      |
| 93                        | Rémy Di Grégorio (FRA)    | 80e                       |
| 94                        | Philippe Gilbert (BEL)    | NP-18                     |
| 95                        | Sébastien Joly (FRA)      | AB-17                     |
| 96                        | Matthieu Ladagnous (FRA)  | 89e                       |
| 97                        | Gianni Meersman (BEL)     | NP-12                     |
| 98                        | Jelle Vanendert (BEL)     | 101e                      |
| 99                        | Francis Mourey (FRA)      | 96e                       |

| Gerolsteiner GST | Gerolsteiner GST        | Gerolsteiner GST |
| ---------------- | ----------------------- | ---------------- |
| Num              | Coureur                 | Pos              |
| 101              | Davide Rebellin (ITA)   | NP-14            |
| 102              | Mathias Frank (SUI)     | AB-13            |
| 103              | Oscar Gatto (ITA)       | 127e             |
| 104              | Sebastian Lang (GER)    | 79e              |
| 105              | Tom Stamsnijder (NED)   | 88e              |
| 106              | Stephan Schreck (GER)   | NP-12            |
| 107              | Stefan Schumacher (GER) | NP-19            |
| 108              | Heinrich Haussler (GER) | AB-19            |
| 109              | Oliver Zaugg (SUI)      | 11e              |

| Xacobeo Galicia KGZ | Xacobeo Galicia KGZ           | Xacobeo Galicia KGZ |
| ------------------- | ----------------------------- | ------------------- |
| Num                 | Coureur                       | Pos                 |
| 111                 | Ezequiel Mosquera (ESP)       | 4e                  |
| 112                 | Carlos Castaño Panadero (ESP) | 38e                 |
| 113                 | Gustavo César Veloso (ESP)    | 29e                 |
| 114                 | Gustavo Domínguez (ESP)       | 84e                 |
| 115                 | David García Dapena (ESP)     | 14e                 |
| 116                 | David Herrero (ESP)           | 47e                 |
| 117                 | Serafín Martínez (ESP)        | 90e                 |
| 118                 | Iban Mayoz (ESP)              | 39e                 |
| 119                 | Eduard Vorganov (RUS)         | 60e                 |

| Lampre LAM | Lampre LAM               | Lampre LAM |
| ---------- | ------------------------ | ---------- |
| Num        | Coureur                  | Pos        |
| 121        | Damiano Cunego (ITA)     | NP-16      |
| 122        | Alessandro Ballan (ITA)  | NP-15      |
| 123        | Emanuele Bindi (ITA)     | 129e       |
| 124        | Marzio Bruseghin (ITA)   | 10e        |
| 125        | Marco Marzano (ITA)      | 25e        |
| 126        | Massimiliano Mori (ITA)  | 124e       |
| 127        | Danilo Napolitano (ITA)  | NP-12      |
| 128        | Mauro Santambrogio (ITA) | 121e       |
| 129        | Paolo Tiralongo (ITA)    | 27e        |

| Liquigas LIQ | Liquigas LIQ             | Liquigas LIQ |
| ------------ | ------------------------ | ------------ |
| Num          | Coureur                  | Pos          |
| 131          | Daniele Bennati (ITA)    | NP-10        |
| 132          | Valerio Agnoli (ITA)     | 110e         |
| 133          | Claudio Corioni (ITA)    | 97e          |
| 134          | Enrico Franzoi (ITA)     | 98e          |
| 135          | Filippo Pozzato (ITA)    | 19e          |
| 136          | Manuel Quinziato (ITA)   | AB-18        |
| 137          | Ivan Santaromita (ITA)   | 125e         |
| 138          | Gorazd Štangelj (SLO)    |              |
| 139          | Alessandro Vanotti (ITA) | 75e          |

| Quick Step QST | Quick Step QST           | Quick Step QST |
| -------------- | ------------------------ | -------------- |
| Num            | Coureur                  | Pos            |
| 141            | Paolo Bettini (ITA)      | NP-19          |
| 142            | Carlos Barredo (ESP)     | NP-7           |
| 143            | Tom Boonen (BEL)         | NP-18          |
| 144            | Juan Manuel Gárate (ESP) | 15e            |
| 145            | Wouter Weylandt (BEL)    | 118e           |
| 146            | Davide Viganò (ITA)      | 93e            |
| 147            | Andrea Tonti (ITA)       | AB-18          |
| 148            | Matteo Tosatto (ITA)     | AB-18          |
| 149            | Kevin Van Impe (BEL)     | 126e           |

| Rabobank RAB | Rabobank RAB              | Rabobank RAB |
| ------------ | ------------------------- | ------------ |
| Num          | Coureur                   | Pos          |
| 151          | Óscar Freire (ESP)        | NP-13        |
| 152          | Mauricio Ardila (COL)     | AB-15        |
| 153          | Juan Antonio Flecha (ESP) | 74e          |
| 154          | Dmitry Kozontchuk (RUS)   | 54e          |
| 155          | Robert Gesink (NED)       | 7e           |
| 156          | Pedro Horrillo (ESP)      | 117e         |
| 157          | Marc de Maar              | 56e          |
| 158          | Grischa Niermann (GER)    | 30e          |
| 159          | Theo Eltink (NED)         | 77e          |

| Silence-Lotto SIL | Silence-Lotto SIL        | Silence-Lotto SIL |
| ----------------- | ------------------------ | ----------------- |
| Num               | Coureur                  | Pos               |
| 161               | Yaroslav Popovych (UKR)  | 52e               |
| 162               | Dominique Cornu (BEL)    | 46e               |
| 163               | Bart Dockx (BEL)         | 111e              |
| 164               | Pieter Jacobs (BEL)      | 91e               |
| 165               | Olivier Kaisen (BEL)     | 92e               |
| 166               | Matthew Lloyd (AUS)      | NP-9              |
| 167               | Roy Sentjens (BEL)       | 33e               |
| 168               | Maarten Tjallingii (NED) | 58e               |
| 169               | Greg Van Avermaet (BEL)  | 66e               |

| Team Milram MRM | Team Milram MRM          | Team Milram MRM |
| --------------- | ------------------------ | --------------- |
| Num             | Coureur                  | Pos             |
| 171             | Erik Zabel (GER)         | 49e             |
| 172             | Volodymyr Dyudya (UKR)   | AB-17           |
| 173             | Artur Gajek (GER)        | DQ-15           |
| 174             | Andriy Grivko (UKR)      | 42e             |
| 175             | Matej Jurčo (SVK)        | 81e             |
| 176             | Christian Kux (GER)      | AB-19           |
| 177             | Fabio Sabatini (ITA)     | 102e            |
| 178             | Sebastian Schwager (GER) | 115e            |
| 179             | Martin Velits (SVK)      | 73e             |

| Tinkoff Credit Systems TCS | Tinkoff Credit Systems TCS | Tinkoff Credit Systems TCS |
| -------------------------- | -------------------------- | -------------------------- |
| Num                        | Coureur                    | Pos                        |
| 181                        | Mikhail Ignatiev (RUS)     | 104e                       |
| 182                        | Ivan Rovny (RUS)           | AB-16                      |
| 183                        | Nikita Eskov (RUS)         | 57e                        |
| 184                        | Evgueni Petrov (RUS)       | 43e                        |
| 185                        | Vasil Kiryienka (BLR)      | 34e                        |
| 186                        | Pavel Brutt (RUS)          | 105e                       |
| 187                        | Walter Pedraza (COL)       | 85e                        |
| 188                        | Ricardo Serrano (ESP)      | NP-4                       |
| 189                        | Nikolay Trusov (RUS)       | AB-7                       |